# مردی که زیاد میدانست! (فیلم ۱۳۶۳)
مردی که زیاد می‌دانست فیلمی ایرانی به کارگردانی یدالله صمدی و نویسندگی حسن هدایت و جمال امید ساختهٔ سال ۱۳۶۳ است.

## خلاصه داستان
کارمند جوانی که از زندگی سخت خود ناراضی است، با پیرمرد مرموز سیاهپوشی ملاقات می‌کند. پیرمرد اظهار می‌دارد که می‌تواند کارمند را به مرادش برساند، با این شرط که در راه صواب گام بردارد. کارمند می‌پذیرد. پیرمرد روزنامهٔ سه ماه بعد را که خبر جنگ ایران و عراق در آن چاپ شده‌است به او نشان می‌دهد. کارمند با خرید اجناس و کالاهای ضروری و احتکار آنها و سپس فروش آنها در روزهای جنگ ثروت کلانی به جیب می‌زند. اما نامزد خود را از دست می‌دهد و از دوستانش نیز جدا می‌افتد. پیرمرد مرموز او را از ادامهٔ راه ناصواب نهی می‌کند و در آخرین ملاقات توصیه می‌کند یا مرد جوان به زندگی پیشین خود بازگردد، یا مرگ در انتظارش خواهد بود. ترس از مرگ کارمند را بر آن می‌دارد که اموال غیرمشروع را به بنیادهای خیریه ببخشد و زندگی شرافتمندانه را از سر گیرد.

## بازیگران
- عنایت‌الله شفیعی
- شیرین گلکار
- مرتضی احمدی
- جعفر والی
- محمد برسوزیان
- اصغر زمانی
- کیومرث ملک‌مطیعی
- علیرضا هدایی
- اکبر دودکار
- محمد ورشوچی
- ملیحه نیکجومند
- ملیحه نصیری
- رؤیا بشیری
- امیر شفیعی
- اکبرعلی عباس‌زاده
- محمد بصیری
- غلام ژاپنی
- شمس‌الدین دولتشاهی
- کاظم نظامی
- اکبر نادری
- منوچهر حامدی
- احمد علی‌نژاد
- رضا بنفشه‌خواه